# Rozwój Windows XP
Rozwój systemu operacyjnego Windows XP rozpoczął się w roku 1999 pod nazwą Windows Neptune. Prace nad systemem trwały 18 miesięcy – od grudnia 1999 do sierpnia 2001. System operacyjny na rynku pojawił się 25 października 2001.

## Koniec roku 1999 – Windows Neptune
Windows Neptune, datowany na 27 grudnia 1999, kompilacja 5111, został przekazany do testów w roku 1999, będąc jeszcze we wczesnej wersji testowej alfa. Jako bazę kodową do tworzenia Neptune przyjęto Windows 2000. Twórcy Neptune zakładali, że stanie się on wersją Windows 2000 do zastosowań domowych i zamierzali go wydać w roku 2001, ale projekt wraz ze zorientowanym na klientów korporacyjnych Odyssey zostały połączone w ramach projektu Whistler. Prace nad Neptune zostały zatrzymane na początku roku 2000.

## Początek roku 2000 – wczesna wersja projektu „Whistler”
Kompilacja 2211, czasami znana pod nazwą Neptune Build 2211 (datowana na 20 marca 2000, znacznik main.000309-1512) to pierwsza wersja alfa „Whistlera”, która wyciekła z Microsoftu. Kompilacja ta jest podobna do „Neptune” i Windows 2000, zawiera jednak kilka uaktualnień i poprawek.
Kompilację 2223.1 (datowaną na 17 kwietnia 2000, znacznik main.000411-2307) można było obejrzeć podczas konferencji WinHEC (Windows Hardware Engineering Conference) pod koniec kwietnia 2000.

## Druga połowa roku 2000 – wczesne wersje beta „Whistlera”
30 czerwca 2000 Microsoft ogłosił rozpoczęcie programów testowych wersji beta „Whistlera”.

### Style
Od kompilacji 2250, Microsoft wprowadził nową technologię w obrębie interfejsu użytkownika, nazwaną stylami. Pod nazwą Visual Styles krył się mechanizm skórek podobny do zastosowanego w programie WindowBlinds firmy StarDock. Jednym z wprowadzonych tematów był „Professional”, którego dalszego rozwoju zaniechano w styczniu 2001. Kolejnym nowo rozpoczętym projektem „Whistlera” był panel menu Start, który miał zastąpić menu Start znanego z systemów od Windows 95 do Windows 2000.
Kompilacja 2250 (znacznik main.000628-2110) była pierwszą wersją „Whistlera” przekazaną betatesterom. Stało się to 13 lipca 2000 podczas konferencji Professional Developers Conference na Florydzie. Nowo ogłoszony projekt Microsoftu przypominał po części Windows Me, a po części Windows 2000, nie oferując użytkownikom zbyt wielu nowych funkcji, ale była to pierwsza kompilacja prezentująca wspomniane powyżej style wizualne. Kolejną nowością kompilacji był przekonstruowany Panel sterowania podzielony na zadania. Jedną z ukrytych cech kompilacji 2250 był opracowywany panel przycisku Start.
Kompilacja 2257 (znacznik idx01.000810-2103) pojawiła się w sierpniu 2000, po miesiącu braku aktywności projektu. Nową cechą tej kompilacji było wprowadzenie panelu menu Start. Wersja ta była też pierwszym przykładem inicjatywy Microsoftu określanej jako „czysty pulpit”. Styl wizualny „Professional” został w kompilacji 2257 wyposażony w nową gamę kolorów. Po raz pierwszy pojawiła się w niej również osobista zapora połączenia sieciowego.
Kompilację 2267 (znacznik idx.000910-1316) przedstawiono 3 października 2000. Zaimplementowano w niej pewną liczbę poprawek, lecz nie wprowadzono żadnych nowych funkcji. Użytkownicy tej wersji mogli jednak zmieniać wygląd i zachowanie pulpitu za pomocą nowego okna dialogowego Właściwości ekranu. Kompilacja 2267 wprowadziła również Centrum kompatybilności, które w wersji końcowej pozwalało użytkownikom na określenie, czy dane urządzenie jest kompatybilne z systemem operacyjnym.
Kompilacja 2287 (znacznik beta1.001012-1640) była ostatnią wersją poprzedzającą wersję testową beta 1. Charakteryzowała się ona poprawioną procedurą instalacyjną, ulepszonym Centrum pomocy i obsługi technicznej (poprzednie wersje przejęte zostały z wersji Windows Me) oraz pewnymi poprawkami w interfejsie użytkownika. W tej kompilacji jako pierwsza pojawiła się opcja dynamicznych uaktualnień.

## Koniec 2000 – Beta 1
Wersja Beta 1 (kompilacja 2296, znacznik 2296.beta1.001024-1157) pojawiła się 31 października 2000. W tej kompilacji wprowadzony już wcześniej panel przycisku Start został zastąpiony menu – obszarem zadań zbudowanym na podstawie MMC (Microsoft Management Console) pozwalającym na szybsze odnalezienie często uruchamianych aplikacji. Kompilacja 2296 jako pierwsza pozwalała na grupowanie podobnych przycisków paska zadań oraz ukrywanie ikon obszaru powiadomień. Zastosowano w niej również mechanizmy umożliwiające wsteczną kompatybilność oraz przełączanie użytkowników. Podczas tego etapu zaawansowania prac deweloperskich Microsoft podał wiadomość, że ostateczna nazwa projektu „Whistler” będzie brzmieć Windows 2001, co uległo zmianie dopiero potem.

## Początek 2001 – Pre-Beta 2
Od czasów wersji Beta 1 do projektu wprowadzono wiele zmian. Oznaczono je jako Beta 2, mimo że odpowiednie byłoby raczej sformułowanie Pre-Beta 2. Podczas tego etapu prac Microsoft oznajmił, że nie zamierza wydawać programów do tworzenia własnych stylów wizualnych.
Kompilacja 2410 (znacznik idx02.0011212-1507) udostępniona została testerom 4 stycznia 2001. Obejmowała szereg nowych cech – ikony w kolorach wybieranych z bogatej palety, zmianę nazwy profesjonalnego zestawu kolorystycznego na „Watercolor” (farby wodne), pomniejsze zmiany w uproszczonym menu Start, nowy przykładowy zestaw kolorystyczny pulpitu i serię poprawek. Wśród włączonych w tę kompilację narzędzi znaleźć można Internet Explorer 6.0, z paskami obsługi mediów i wiadomości (Instant Messaging), Outlook Express 6.0, Windows Movie Maker 1.1, Windows Media Player 8.0, MSN Explorer 1.1 i Internet Information Services 5.1.
Kompilacja 2416 (znacznik idx01.010104-1958) została przekazana testerom 16 stycznia 2001. Wprowadzono do niej zmiany wyglądu i funkcjonalności Centrum pomocy technicznej, obsługę plików MP3 w programie Windows Media Player 8, kreatora transferu plików i ustawień, kaskadowe menu Start, nowe opcje wydajności oraz funkcję Przywracanie systemu zintegrowaną z właściwościami systemu.
Kompilacja 2419 (znacznik idx01.010113-1154) oddana została do testów 23 stycznia 2001. W niej swoją premierę miała procedura instalacyjna zastosowana w ostatecznej wersji Windows XP, jak też spotykane w ostatecznej wersji systemu tapety Pulpitu. Debiutem tej edycji była również Aktywacja produktu, która miała za zadanie zmniejszyć zjawisko nielegalnego kopiowania oprogramowania. W kompilacji 2419 po raz ostatni zobaczyć można było temat kolorystyczny „Watercolor”.

## Luty 2001 – Windows XP
Pod koniec stycznia 2001 szeroko dyskutowaną w serwisach informacyjnych i stronach internetowych kwestią była nazwa handlowa „Whistlera”. Ostatecznie Microsoft zdecydował o zastosowaniu akronimu „XP” odnoszącego się do angielskiego słowa „experience” – doświadczenie, doznanie. Po raz pierwszy Microsoft posłużył się tą nazwą 5 lutego 2001, stosując ją konsekwentnie od tego dnia. Tego samego dnia dziennikarze mediów technicznych mogli obejrzeć demonstrację kompilacji 2428 i 2432 „Whistlera” w siedzibie Microsoftu. Kompilacje te wprowadzały nowy styl wizualny systemu, ochrzczony „Luna” i zastępujący dotychczas stosowany „Watercolor”.
Kompilacja 2428 (znacznik idx01.010129-1827) przekazana została do testów i opisu 13 lutego 2001. Od czasów kompilacji 2419 nie wprowadzono wielu zmian, oprócz wspomnianego już tematu wizualnego „Luna”. Zmieniono również ekran pojawiający się podczas startu systemu i okno logowania.
Kompilację 2446 (znacznik main.010224-2228) przekazano do testów 5 marca 2001. Zawierała ona szereg zmian w interfejsie użytkownika, uaktualnienia Pomocy i Centrum pomocy technicznej w dziedzinie mediów oraz uaktualnienia usługi Pulpitu zdalnego.

## Marzec 2001 – Beta 2
Po dłuższym zwlekaniu kompilacja Windows XP Interim Build 2462a, uaktualnienie kompilacji 2462, zyskała status edycji Beta 2 21 marca 2001. Jej dystrybucja przebiegała kilkoma kanałami, między innymi przez witrynę Microsoft Developer Network (MSDN) oraz TechNet. Podczas targów WinHEC 26 marca 2001 Bill Gates ogłosił wydanie edycji Beta 2. Dodatkowo wydano wersję „Embedded”.
Kompilacja 2462 (Beta 2, znacznik main.010315-1710) wydana została 19 marca 2001. Oprócz serii pomniejszych poprawek kompilację tę wyposażono w kreatora odzyskiwania zapomnianego hasła.

## Połowa 2001 – Pre-RC1

### Obsługa Bluetooth i USB 2.0
W odpowiedzi na słowa krytyki, jakoby nadchodzący nowy system operacyjny Microsoftu miał być w podstawowej dystrybucji pozbawiony obsługi nowego standardu USB 2.0, Microsoft wystosował do swoich klientów list, datowany na 23 kwietnia 2000 wyjaśniający decyzję firmy. Carl Stork, menedżer generalny strategii sprzętowej Windows, stwierdzał w nim „Microsoft gorąco wspiera zarówno standard USB 2.0, jak i Bluetooth, wraz z wieloma innymi standardami połączeń kablowych i bezprzewodowych, dla przykładu IEEE 802.11b, IEEE 1394 i USB 1.0. Byliśmy i nadal jesteśmy silnie zaangażowani w obsługę tych nowych standardów w systemie Windows XP oraz niektórych naszych pozostałych produktach. Kwestia obsługi standardów USB 2.0 i Bluetooth leży jednak w czasie dostępności tych rozwiązań jako natywnych technologii Windows, nie w decyzjach faworyzujących niektóre technologie kosztem innych. Poprzez brak odpowiednich urządzeń do przeprowadzenia testów i w związku z koniecznością przygotowania systemu Windows XP do czasu letniego, kiedy to dostawcy sprzętu chcą w niego wyposażyć oferowane przez siebie komputery, Windows XP nie będzie w swojej pierwszej edycji wyposażony w technologie obsługujące urządzenia tych dwóch standardów. Celem Microsoftu jest jednak umożliwienie obsługi urządzeń standardu Bluetooth i USB 2.0 na krótko po premierze systemu.” Do końca lipca 2001 Microsoft udostępniał już wstępne wersje sterowników USB 2.0.
Kompilacja 2465 (znacznik 2465.idx01.010412-2007) pojawiła się u testerów 26 kwietnia 2001. Po raz pierwszy użytkownika systemu witało okno z logo Windows XP, zaś ikony ekranu logowania podświetlały się po wskazaniu myszą. Obrazkiem tła był domyślnie zielono-niebieski krajobraz o nazwie Bliss, który zastąpił Desert Moon. Po raz pierwszy dołączono też nową wersję programu Windows Media Player, którego domyślnym utworem powitalnym była kompozycja Davida Byrne’a. W menu Start pojawiły się nowe ikony, zaś jako tło można było ustawić jeden z dołączonych przez Microsoft obrazków (Ascent, Autumn itd.)
12 maja 2001 testerzy otrzymali kompilację 2469 (znacznik idx02.010507-1228). W tej kompilacji wprowadzono znaczne zmiany w dziedzinie pracy w sieci i w sterownikach kart sieciowych. Nieznacznie poprawiono też Kreatora sieci domowej, Kreatora klienckiego RAS, jądro, zarządzanie urządzeniami Plug and Play, zarządzanie poborem energii, osiągi, stabilność, czas ładowania, uruchamianie aplikacji, instalację, deinstalację, uaktualnienie z systemu Windows 98/Me, usługi katalogowe, bezpieczeństwo (głównie ograniczenia lokalnego logowania się użytkowników za pomocą pustych haseł), Pomoc, zarządzanie systemem i usługę Zdalnego pulpitu.
Kompilacja 2474 (znacznik main.010507-1907) pojawiła się wewnątrz Microsoftu 17 maja 2001. Nie przekazano jej testerom, lecz ta kompilacja jako pierwsza zawierała odświeżone w stylu Windows XP okno Aktywacji produktu. Po raz pierwszy pojawił się w niej również program Windows Live Messenger 4 w wersji beta.
Testerzy mieli szansę otrzymać kompilację 2475 (znacznik idx01.010514-2023) 24 maja 2001. W kompilacji tej wprowadzono nowe logo startowe – czarny ekran z napisem „Windows XP”. Inne zmiany to film przedstawiający system użytkownikom, ekran powitalny „Witamy w Windows” bez okalających ramek, powiewająca animowana flaga z logo systemu (później zaniechana), ikona Pomocy zdalnej umieszczona w głównym katalogu menu Wszystkie programy oraz szereg przewodników po Windows XP w Centrum pomocy i obsługi technicznej. Procedura instalacyjna wzbogaciła się o skrót „RC1”.
Kolejna wydana wewnętrznie kompilacja systemu nosiła numer 2481 (znacznik main.010523-1905) i pojawiła się 1 czerwca 2001. Testerzy otrzymali ją 6 czerwca. Zmiany dotyczyły głównie nowego przewodnika po systemie, wprowadzenia nowych dźwięków znanych z wersji RTM (domyślnie kompilacja 2481 używa dźwięków Windows 2000; w kompilacji 2485 nowe dźwięki są już domyślnie) oraz wprowadzenia dwóch zestawów kolorystycznych tematu „Luna”, nazwanych „Homestead” i „Metallic”, zgodnie z zastosowanymi kolorami (odpowiednio zielony i szary; później nazwane „Olive Green” i „Silver”). Wprawdzie Microsoft pracował nad innymi schematami kolorów, ale tylko te dwa znalazły się w ostatecznej wersji systemu.
Po wprowadzeniu kompilacji 2481 w interfejsie Windows XP nie zaszły żadne znaczące zmiany – kompilacja ta wyglądała prawie dokładnie tak, jak wersja końcowa. Zakończono w niej również prace nad kompatybilnością sprzętu, co oznaczało, że Microsoft nie wprowadził urządzeń, które pojawiły się po 1 czerwca 2001.
Opatrzoną znacznikiem main.010603-1927 kompilację 2486 przekazano testerom 15 czerwca 2001. Po raz pierwszy wersja „Home” systemu mogła współpracować z wieloma monitorami, również w trybie dual-view. Poprzednio Microsoft zapowiadał obsługę tylko jednego wyświetlacza w wersji dla użytkowników domowych. Kompilacja 2486 jako pierwsza zawierała też cztery Przykładowe obrazy obecne w wersji handlowej.
21 czerwca 2001 testerzy otrzymali do rąk kompilację 2494 (znacznik main.010613-1739). Po raz pierwszy użytkownicy mogli w niej zobaczyć „chmurkę” sugerującą powiązanie swojego profilu użytkownika z usługą Passport. Odświeżono również interfejs użytkownika programu Windows Live Messenger.

## Lipiec 2001 – RC1
2 lipca 2001 Microsoft opublikował kompilację 2505 Windows XP, opatrzoną znacznikiem main.010626-1514 jako „pierwszy kandydat do wydania” (Release Candidate 1, RC1). Od poprzednich kompilacji nie wprowadzono w niej żadnych zmian. Była to też pierwsza wersja udostępniona publicznie (dzięki programowi Windows XP Preview Program) od czasów edycji Beta 2.
„Komentarze, które otrzymaliśmy od ponad pół miliona beta-testerów jednoznacznie mówią nam, że społeczność jest bardzo podekscytowana wrażeniami, których dostarczyć ma Windows XP. My zaś wyszliśmy na ostatnią prostą drogi zmierzającej do dostarczenia naszym klientom nowego systemu” stwierdził Jim Allchin, wiceprezes grupowy działu rozwoju Windows, odnosząc się do komentarzy otrzymanych przez firmę. „Dzisiejsza premiera wersji RC1 dodatkowo podkreśla poświęcenie Microsoftu dla jakości swoich produktów i chęci dostarczenia naszym klientom 25 października najwyższej klasy produktu”.

## Lipiec 2001 – Pre-RC2 i RC2

### Błąd Amazon.com
2 lipca 2001 sklep internetowy Amazon.com błędnie umieścił na liście sprzedawanych przez siebie towarów system operacyjny Windows XP, zamieszczając w opisie nawet zdjęcie produktu. Microsoft poprosił firmę o zamknięcie nieprawidłowo wprowadzonego do cennika artykułu. Amazon.com żądanie to spełnił, choć ten sam błąd został przez firmę popełniony na dzień przed datą premiery Windows XP.
24 lipca 2001 Microsoft ogłosił, że powstanie kolejna przejściowa wersja Windows, o nazwie kodowej Longhorn (ostatecznie Windows Vista), która zastąpi właśnie rozwijany system Windows XP. Spowodowało to przesunięcie o dwa lata wstecz planowane wydanie systemu o nazwie kodowej Blackcomb (również Windows Vienna, Windows Seven). Tego samego dnia pojawiła się kompilacja 2520 opatrzona znacznikiem main.010717-1624 Windows XP. W stosunku do poprzednich kompilacji nie było w niej zmian, choć pojawiła się opcja odinstalowania programu Internet Explorer.
Kolejną kompilacją, która 27 lipca uzyskała status RC2, była wersja 2526 (znacznik edycji xpclient.010724-1758). Edycji RC2 nie wyposażono w żadne nowe funkcje, utrzymując jednak możliwość usunięcia programu Internet Explorer. RC2 była dla wielu użytkowników pierwszą możliwością kontaktu z nowym produktem Microsoftu. Microsoft określił edycję RC2 jako nastawioną na poprawianie błędów i prace „wykończeniowe”.

## Sierpień 2001 – Pre-RTM
Kompilację 2535 (znacznik edycji 2535.xpclient.010803-1621) ogłoszono 8 sierpnia 2001, mimo braku w niej większych zmian wizualnych.
Oznaczona jako 2542.xpclient.010811-1534 kompilacja 2542 pojawiła się 14 sierpnia 2001. Jako pierwsza wymagała ona od testerów używania nowego typu kluczy rejestracyjnych. Podobnie, jak w poprzednich kompilacjach, system nie zmienił się od strony wizualnej. Microsoft twierdził, że pojawienie się tej kompilacji było uwarunkowane koniecznością eliminacji zauważonych dotychczas błędów, by ujawnić ewentualne przeszkody w przekazaniu systemu do sprzedaży i by sprawdzić stabilność całości produktu przed przekazaniem go do produkcji (czyli do fazy RTM).

## RTM
Numer kompilacji 2545 zmieniono na 2600 20 sierpnia 2001, a Microsoft rozpoczął intensywne promowanie swojego produktu, przeniesionego w fazę RTM, informując media o swoich działaniach i objaśniając szczegóły ostatnich ruchów.
24 sierpnia 2001 kompilacja 2600 (znacznik edycji 2600.xpclient.010817-1148) oficjalnie przeszła w fazę RTM i została przekazana producentom komputerów PC podczas imprezy na terenach firmy Microsoft.
25 października 2001 system operacyjny Windows XP został przekazany dystrybutorom i klientom na całym świecie.